# Hortenkopf
Der Hortenkopf ist ein 606,2 m ü. NHN hoher Berg in Rheinland-Pfalz inmitten des Pfälzerwalds zwischen Hofstätten und Leimen. Der Berg ist von weitem an dem Fernmeldeturm erkennbar, der auf seiner Kuppe steht.

## Geographie

### Lage und Umgebung

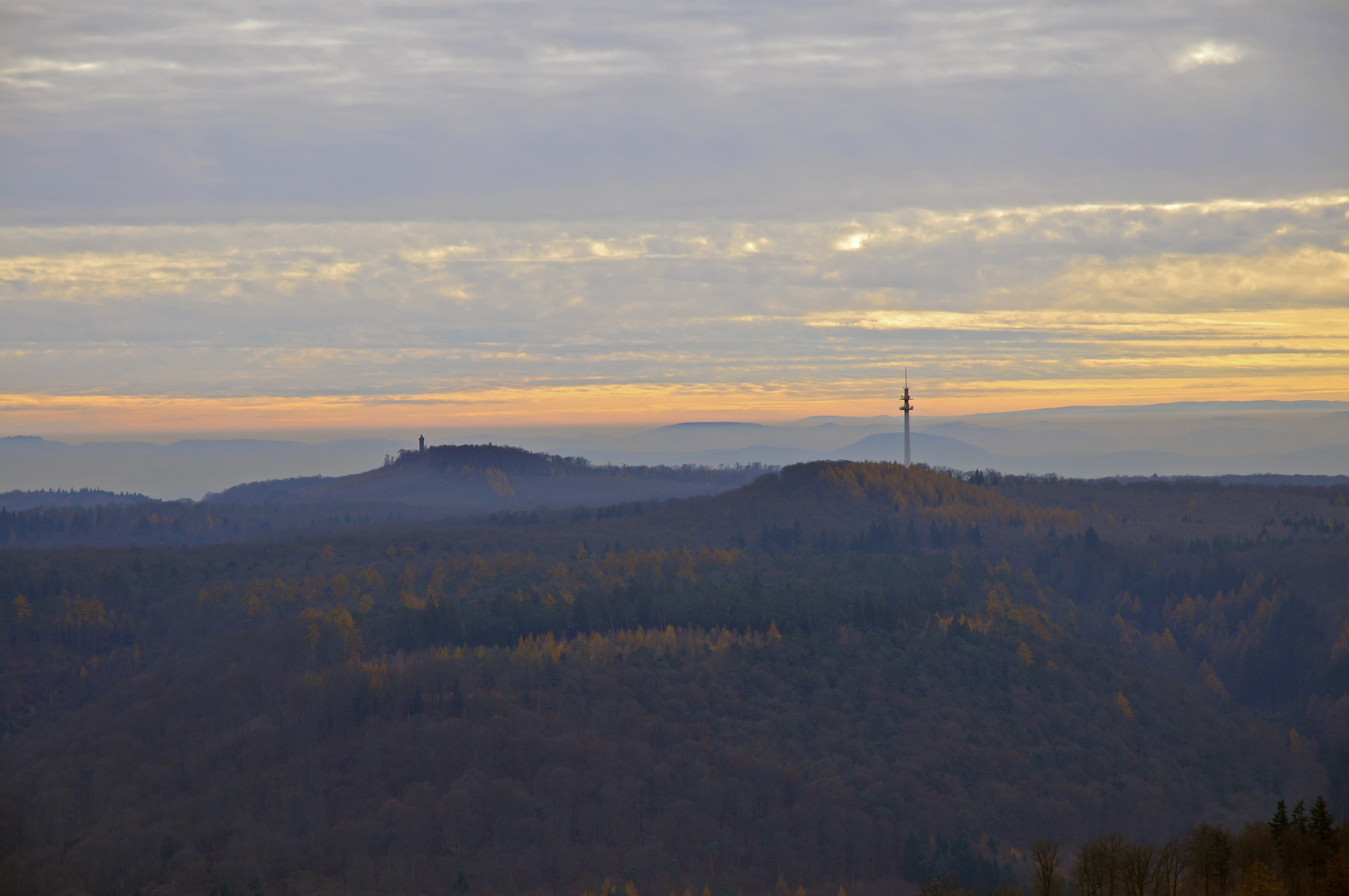
Hortenkopf (rechts) und Weißenberg

Der Hortenkopf liegt im Naturpark Pfälzerwald und im Biosphärenreservat Pfälzerwald. Der Berg auf der Gemarkung von Merzalben ist der zweitsüdlichste einer Reihe von vier Gipfeln, die eine Höhe von über 600 m erreichen. Südlich, beim zur Gemeinde Wilgartswiesen gehörenden Weiler Hermersbergerhof, befindet sich der Weißenberg (609,9 m). Nach Norden folgen der Mosisberg (etwa 610 m) und der Eschkopf (608,3 m). Die beiden letztgenannten Berge liegen auf der Gemarkung des Weilers Hofstätten, der ebenfalls zu Wilgartswiesen gehört.
Vom Hortenkopf aus ist es möglich, bis Leimen, Kaiserslautern-Mölschbach, Elmstein und über die Forsthäuser Taubensuhl und Heldenstein bis fast nach Neustadt auf durchgehenden Höhenzügen zu wandern, ohne die 450-m-Höhenlinie zu unterschreiten.

### Naturräumliche Zuordnung
Der Hortenkopf gehört zum Naturraum „Pfälzerwald“, der in der Systematik des von Emil Meynen und Josef Schmithüsen herausgegebenen Handbuches der naturräumlichen Gliederung Deutschlands und seinen Nachfolgepublikationen als Großregion 3. Ordnung klassifiziert wird. Betrachtet man die Binnengliederung des Naturraums, so gehört er zur Frankenweide bzw. zum „Hohen Pfälzerwald“, einem Kerngebiet des mittleren Pfälzerwalds.
Zusammenfassend folgt die naturräumliche Zuordnung des Hortenkopfs damit folgender Systematik:
- Großregion 1. Ordnung: Schichtstufenland beiderseits des Oberrheingrabens
- Großregion 2. Ordnung: Pfälzisch-Saarländisches Schichtstufenland
- Großregion 3. Ordnung: Pfälzerwald
- Region 4. Ordnung (Haupteinheit): Mittlerer Pfälzerwald
- Region 5. Ordnung: Frankenweide bzw. Hoher Pfälzerwald

### Gewässer
Am Hortenkopf knickt die Wasserscheide zwischen Mosel/Mittelrhein (westlich) und Oberrhein (östlich) aus Norden kommend nach Südwesten ab in Richtung der Burg Gräfenstein. An der Südostflanke des Hortenkopfes hat der Wüstbach seine vier Quellen, als Kaltenbach ein rechter Zufluss des Wellbachs, der seinerseits von links in die Queich mündet. An der Südwestflanke liegt der Ursprung des Wartenbachs, des nördlichen Quellbachs der Lauter, die hier am Oberlauf noch Wieslauter genannt wird. Queich und Lauter fließen später von links dem Rhein zu. Nordwestlich, jenseits der Wasserscheide, entspringt die Merzalbe, deren Wasser über Rodalb, Schwarzbach, Blies, Saar und Mosel den Rhein erreicht.

## Erreichbarkeit
Der Hortenkopf liegt an der Kreisstraße 56, welche die Landesstraße 496 (Leimen–B 48) im Norden und die B 10 (Pirmasens–Landau) im Süden verbindet. Die K 56, die von Nord nach Süd verläuft und kurz vor der B 10 durch Hermersbergerhof führt, umgeht den Hortenkopf-Gipfel westlich, der über einen 400 m langen Wanderweg erreicht wird.